# 津田正勝
津田 正勝（つだ まさかつ）は、戦国時代から江戸時代初期にかけての武将・加賀藩士。加賀藩人持組津田玄蕃家初代当主。正室は畠山氏。子に津田正忠、養子に津田正俊。通称は刑部。別名に斯波義忠（よしただ）、津田義忠、織田清次。官位は従五位下・刑部少輔。

## 経歴
『加賀藩史稿』によると、父は斯波義近（ただし年齢が合わない）。正勝ら兄弟の父は一般的には織田刑部大輔とされ、織田信長の叔父・信次の孫にあたるといわれるが、これも年代的に疑問視されることもある。長兄の中川重政、津田盛月、木下雅楽助などの兄弟がいる。
中川重政ら他の兄弟と共に織田信長に仕え、織田氏を称し、後に津田氏に改めた。天正10年（1582年）、滝川一益の配下として神流川の戦いに参加した。一益の失脚後は豊臣秀次に6600石で仕え、従五位下・刑部少輔に叙任された。秀次死後は長谷川秀一、松平忠吉に仕えた後に浪人し、京都で隠棲したとされているが、慶長10年（1605年）に豊臣姓を下賜されていることから、何らかの活動を行っていたとも考えられる。
慶長16年（1611年）、63歳で元同僚の今枝重直の誘いを受けて前田利長に2000石で仕えた。後に前田利常に仕え、1000石を加増される。大坂の陣の際、出陣を希望したが許されず、大坂冬の陣では金沢城、大坂夏の陣では富山城の留守居役をそれぞれ務めた。
元和3年（1617年）、富山城で死去した。享年71。家督は嫡男・正忠が相続した。当初、正室・畠山氏の甥・正俊を養子としたが、実子の正忠が誕生したため、正俊は蜂須賀家政に仕えた。
正勝の子孫は、代々加賀藩の家老を務め、明治期に斯波へ改姓した。子孫の斯波蕃が戊辰戦争の功績で男爵に叙され華族となった。

## 備考
妻の畠山氏（海津夫人、畠山家俊の孫）はキリシタンであったとされる。畿内に在住していた頃に入信したとされている。のち加賀藩にてキリスト教に対する禁教令が敷かれ、1614年に高山右近が追放となった後、能登七尾の本行寺に生涯幽閉（蟄居）となり、同寺に墓所が残る。戒名は「全寿（ゼウス）院殿妙安日玄大姉」。この墓所（石塔）および高山右近とも関連が深い同寺が江戸時代を通じ、加賀藩内の隠れキリシタン信仰の拠り所となったと伝わる。